# وليلو
وليلو هي قرية في مقاطعة هريس، إيران. عدد سكان هذه القرية هو 399 في سنة 2006.